# 築島治
築島 治（つきしま はる）は、日本の漫画家。
『デザート』（講談社）2006年1月号増刊の『デザートスペシャル』1100冬号に掲載された「面食いでいこう！」でデビュー。『デザート』2014年2月号から2017年4月号まで、「私たちには壁がある。」を連載した。

## 作品リスト
- 鬼カレ（2010年4月、講談社）
  - 鬼硬派彼氏（『デザート』2010年1月号） / 鬼店長彼氏 / 鬼生徒彼氏 / 鬼教官彼氏 / 鬼後輩彼氏（『デザート』2010年4月号）
- 好き・嫌い・好き（『デザート』2010年6月号[2] - 2011年7月号[3]、全3巻）
- 泣かんもん！（『デザート』2012年1月号[4] - 2013年8月号、全4巻）
- 私たちには壁がある。（『デザート』2014年2月号[1] - 2017年4月号、全7巻）
- 絶対にときめいてはいけない！（『デザート』2017年11月号[5] - 2021年11月号[6]、全9巻）
- 同期の男に告白されました（『デザート』2023年7月号別冊付録『Dessert BL』[7]、『デザート』2025年5月号別冊付録『B Romance』[8] - ） - 初のボーイズラブ作品[7]。読み切り[7]から連載化[8]。

### アンソロジー
- イケナイ恋愛 誰にもいえないラブ&H（2010年 講談社）
- ラブカレ 極上メンズ読本！gold（2010年 講談社）
- Love beast（2011年7月 講談社）
- ラブカレ 極上メンズ読本！最強ボーイズコレクション（2011年10月 講談社）
- 自己BEST（2013年 講談社）
- 「先生」とキス（2012年 講談社）「鬼カレ」